# Ciré-d'Aunis
Ciré-d'Aunis é uma comuna francesa na região administrativa da Nova Aquitânia, no departamento de Charente-Maritime. Estende-se por uma área de 25,76 km². Em 2010 a comuna tinha 1 403 habitantes (densidade: 54,5 hab./km²).